# Jessica Park
Jessica Park (21 ottobre 2001) è una calciatrice inglese, attaccante del Manchester City e della nazionale inglese.

## Palmarès

### Club
- FA Women's League Cup: 1

Manchester City: 2018-2019, 2021-2022
- FA Women's Cup: 1

Manchester City: 2019-20

### Nazionale
- Finalissima: 1

2023
- Arnold Clark Cup: 1

2023
- Campionato d'Europa: 1

2025